# Thelymitra batesii
Thelymitra batesii är en orkidéart som beskrevs av Jeffrey A. Jeanes. Thelymitra batesii ingår i släktet Thelymitra och familjen orkidéer.
Artens utbredningsområde är Sydaustralien. Inga underarter finns listade i Catalogue of Life.